# Distrikt Santa María (Huaura)
Der Distrikt Santa María liegt in der Provinz Huaura im Norden der Region Lima im zentralen Westen von Peru. Der Distrikt wurde am 5. Dezember 1918 gegründet. Er hat eine Fläche von 127,51 km². Beim Zensus 2017 lebten 36.267 Einwohner im Distrikt. Im Jahr 1993 betrug die Einwohnerzahl 19.222, im Jahr 2007 27.699. Verwaltungssitz ist die im äußersten Westen auf einer Höhe von 75 m gelegene Stadt Cruz Blanca mit 34.277 Einwohnern (Stand 2017). Die Stadt gehört zum Ballungsraum der Stadt Huacho, von deren Stadtzentrum Cruz Blanca 2 km nordöstlich liegt.

## Geographische Lage
Der Distrikt Santa María liegt am Südufer des Flusses Río Huaura unweit dessen Mündung ins Meer. Er reicht im Westen bis 2 km an die Pazifikküste heran, im Osten etwa 26 km ins Landesinnere. Der Distrikt besteht überwiegend aus Wüste. Lediglich entlang dem Flussufer des Río Huaura wird bewässerte Landwirtschaft betrieben. Im äußersten Westen des Distrikts befindet sich der urbane Bereich, ansonsten ist der Distrikt abgesehen von wenigen Siedlungen unbewohnt.
Der Distrikt Santa María grenzt im Nordwesten an den Distrikt Hualmay. Im Norden, auf der gegenüberliegenden Uferseite des Río Huaura, befindet sich der Distrikt Huaura. Im Osten und Südosten grenzt der Distrikt Santa María an den Distrikt Sayán sowie im Süden und Südwesten an den Distrikt Huacho.